# Andrena hanedai
Andrena hanedai är en biart som beskrevs av Osamu Tadauchi 1985. Andrena hanedai ingår i släktet sandbin, och familjen grävbin. Inga underarter finns listade i Catalogue of Life.